# 히가시마쓰우라군

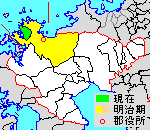
히가시마쓰우라 군의 위치

히가시마쓰우라군(일본어: 東松浦郡, ひがしまつうらぐん)은 일본 사가현에 있는 군이다.
인구 4,946명, 면적 35.92km², 인구밀도 138명/km².(2025년 5월 1일, 추계인구)
이하 1정으로 구성된다.
- 겐카이정(玄海町)

## 역사
1878년에 나가사키현 마쓰라 군이 분할되어 니시마쓰우라군, 기타마쓰우라군, 미나미마쓰우라군과 함께 탄생했다. 1883년에 나가사키 현이 분할되어 사가 현 소속이 되었다.